# Megan Jurado
Megan Marie Jurado (* 25. Februar 1991 in San José, Kalifornien) ist eine philippinisch-US-amerikanische Fußballspielerin.

## Leben
Jurado besuchte vier Jahre lang die Piedmont Hills High School in San José, Kalifornien, bevor sie sich im Herbst 2009 auf der San Diego State University einschrieb.

## Karriere

### Vereine
Jurado startete ihre Karriere in der Jugend des Pleasanton Rage und von Juni 2004 bis 2008 für den FC Fremont. Zwischen 2005 und 2008 spielte sie zudem in der lokalen Auswahlmannschaft des Cal North Regionalteams. Im Herbst 2004 schrieb sie sich an der Piedmont Hills High School ein, wo sie im ersten Jahr die NCS-3A-Meisterschaft gewann. In ihrem zweiten Jahr wurde sie BVAL's Freshman of the Year und zweite der Most Valuable Player Wahl. In ihrem dritten Jahr wählten die Trainer der Liga sie zum Co-Junior of the Year und im letzten High School Jahr zum League MVP. Sie erzielte in den vier Jahren an der High School für die Pirates 96 Tore. Ihr zu Ehren wurde ihre Rückennummer 19 bei dem Women Soccer Team der Pirates 2010 geschützt und wird nie mehr vergeben. Im September 2009 schrieb sie sich für ihr Studium an der San Diego State University ein und spielte für die Frauenfußballmannschaft der Universität, den Aztecs. In ihrem letzten Jahr an der Universität wurde sie in das 2012er Soccer America MVP's second team gewählt.

## Nationalmannschaft
Jurado durchlief für die USA sämtliche Jugendmannschaften von der U-14 bis zur U-17. Nachdem sie für die U-20 keine Beachtung mehr erhalten hatte, fragte der Philippinische Fußballverband bei ihr an und sie wechselte in die Philippinische Fußballnationalmannschaft der Frauen.